# Poarta obeliscului
Poarta obeliscului (The Obelisk Gate) este un roman din 2016 de fantezie științifică de N.K. Jemisin și al doilea volum din seria Pământul sfărâmat (Broken Earth) - după Al cincilea anotimp și precedat de The Stone Sky. Poarta obeliscului, la fel ca predecesorul său din serie, a câștigat Premiul Hugo pentru cel mai bun roman.

## Fundal
Poarta Obeliscului are loc pe un singur supercontinent, Stillness, care suferă de schimbări climatice catastrofale la fiecare câteva secole (așa-numitul „al cincilea anotimp”). Cartea începe înainte de un al cincilea anotimp deosebit de rău, unul care poate deveni o apocalipsă. Urmează două personaje principale: o mamă și o fiică, ambele fiind talentate magic („orogeni”), care au fost separate chiar înainte de cel mai recent sezon al cincilea. Complotul se învârte în jurul călătoriei lor pentru a se regăsi încă o dată și a eforturilor lor de a descoperi de ce există al cincilea anotimp. 

## Rezumat
Povestea este povestită în primul rând din perspectiva lui Essun, un orogen puternic izgonit din casa ei la începutul primei cărți și a lui Nassun, fiica ei adolescentă.

### Schaffa
Schaffa, fostul gardian al lui Essun, se trezește sub apă după atacul devastator al lui Essun în momentul culminant al celui de-Al Cincilea Anotimp. El este pe cale să se înece când, din disperare, permite entității (manifestată ca o forță a furiei pure) care îi sporește abilitățile lui și ale celorlalți Gardieni să preia controlul asupra corpului său pentru o scurtă perioadă de timp. Deși este salvat de la moarte, leziunile cerebrale rezultate îl lasă cu pierderi profunde de memorie și nu poate să-și amintească pe deplin trecutul său ca gardian. El este salvat de o familie de pescari de pe coastă. Necunoscându-și propriile  abilități supranaturale, îl omoară din neatenție pe toți din jur, iar el pornește spre sud ca răspuns la o vagă amintire pe jumătate revenită.

### Nassun
Povestea continuă la scurt timp după ce tatăl lui Nassun descoperă că fratele ei este un orogen. Într-o furie oarbă, și concluzionând și că Nassun este probabil un orogen, îl bate până la moarte pe fratele lui Nassun și o răpește pe ea în timp ce fuge la Tirimo, orașul lor natal. El intenționează să o ducă pe Nassun spre sud, unde a auzit de un grup de gardieni care o pot „vindeca” pe Nassun de orogenie.
Nassun a fost întotdeauna apropiată de tatăl ei, datorită în mare parte relației sale stricte și neiertătoare cu mama ei Essun, care a învățat-o în secret să-și perfecționeze abilitățile orogene pentru a evita detectarea. Cu toate acestea, se teme de tatăl ei, care acum este conștient că este și ea un orogen. Tatăl ei o lovește la începutul călătoriei și este imediat copleșit de vinovăție; Nassun, însă, învață să-și întărească inima împotriva lui și nu-l mai consideră deloc ca fiind adevăratul ei tată.
Ei se deplasează spre sud cu mari greutăți și sunt martorii în primul rând devastărilor provocate de Alabaster prin fracturarea întregului continent spre nord. Al cincilea anotimp este declanșat de acest eveniment se vremea se înrăutățește constant pe măsură ce călătoresc. În cele din urmă, ajung la așezarea promisă: un oraș numit Found Moon, administrat de un grup de gardieni, deși nu este afiliat cu Fulcrum. Orașul este condus de Schaffa, care l-a folosit pentru adăpostirea tinerilor orogeni în anii de la sosirea lui aici.
Nassun și tatăl ei se stabilesc în Found Moon, iar Nassun începe să avanseze rapid prin rangurile  improvizate de Fulcrum pe care le-au stabilit Gardienii. Ea formează o legătură deosebit de puternică cu Schaffa, care este feroce de protectiv față de ea și ia locul tatălui ei biologic. Începe să înțeleagă că orogenia, spre deosebire de învățăturile mamei sale și ale gardienilor, nu se referă doar la deplasarea energiei termice dintr-un loc în altul; învață să perceapă o energie misterioasă de argint, generată de ființele vii, care stă la baza tuturor puterilor sale orogene. Abilitățile ei cresc până la punctul în care începe să învețe să-și tragă puterea de la unul dintre obeliscurile care plutesc prin apropiere, la fel cum a făcut mama ei cu mulți ani mai devreme. Folosirea acestei puteri duce la uciderea accidentală a unuia dintre colegii ei de clasă, transformându-l în piatră în timp ce are un coșmar.
Pe măsură ce abilitățile lui Nassun cresc, tatăl ei începe să-și dea seama că nu este „vindecată” de „boala” ei. El îl confruntă pe Schaffa și încearcă să părăsească orașul cu Nassun, dar, de teamă și furie, ea își transformă și tatăl în piatră.

### Essun
Essun a rămas în Castrima, o așezare comm aflată într-o imensă geodă subterană. Ykka, liderul ei, este tot un orogen și, datorită influenței sale, orogenilor li se permite să trăiască deschis alături de ceilalți. Așezarea este susținută de multe funcții misterioase ale geodei care par să funcționeze prin magie, cum ar fi reciclarea aeruui și controlul climei, deși locuitorii nu înțeleg mecanismele de bază; Cu toate acestea, ei observă că mecanismele funcționează numai atunci când sunt prezenți orogeni.
Tot în Castrima se află și Alabaster, fostul iubit al lui Essun și un orogen Fulcrum cel mai puternic. Alabaster este pe moarte, corpul său transformându-se încet spre piatră, ca urmare a folosirii energiei obeliscurilor pentru a sparge întregul continent în două totul pentru a declanșa actualul anotimp al cincilea. El este supravegheat de un mâncător de piatră pe care el l-a denumit Antimony, care pare să aibă o relație adversă cu misteriosul „copil” Hoa, acum a fost revelat a fi el însuși un mâncător de piatră, care a însoțit-o pe Essun în timp ce ea fugea din Tirimo.
Alabaster începe să transmită lui Essun o parte din cunoștințele sale despre obeliscuri și natura orogeniei. După cum s-a dezvăluit la sfârșitul celui de-al cincilea anotimp, Luna nu a fost văzută cu cel puțin câteva mii de ani înainte de evenimentele cărții și cei mai mulți nu știu să fi existat vreodată. Alabaster afirmă că fracturarea sa a continentului a fost o metodă de a genera suficientă căldură și putere geologică brută pentru a permite unui orogen suficient de puternic să folosească obeliscurile pentru a recaptura Luna pentru a pune capăt tuturor viitoarelor ale cincilea anotimpuri (orbita Lunei extrem de eliptică este unul dintre motivele pentru instabilitatea geologică a continentului). Alabaster este, de asemenea, conștient de energia-argint descoperită de Nassun, pe care o identifică ca magică, adevărata forță fundamentală care face posibilă orogenia (și mecanismele așezării Castrima). El se străduiește s-o învețe pe Essun să folosească energia eficient pe măsură ce starea lui se deteriorează, în același timp împăcându-se cu Essun în privința morții copilului lor cu ani în urmă. El moare în sfârșit, corpul său transformându-se complet în piatră, după ce și-a folosit ultima forță pentru a-o salva pe Essun dintr-o încercare de a valorifica puterea unuia dintre obeliscurile din apropiere.
De-a lungul timpului, apar tensiuni în Castrima, deoarece coexistența orogenilor și a oamenilor normali în cadrul comunității este în cel mai bun caz neliniștitoare. Aceste probleme sunt agravate de apariția unui detașament de atac al unei comunități rivale, Rennanis, care și-au părăsit locuința aflată mai spre nord și intenționează să ocupe Castrima cu forța. Inițial incapabili să câștige printr-un atac frontal, ei asediază comunitatea afectând mecanismele geodei și blocând ventilarea, intenționând să-i forțeze pe locuitori să iasă în câmp deschis.
Neavând de ales, locuitorii din Castrima se pregătesc pentru luptă. Ofensiva lui Rennanis este sprijinită de propria facțiune de mâncători de piatră, care se opun planurilor lui Alabaster și Antimony. Confruntându-se cu pierderea noii sale case, Essun folosește cu succes antrenamentul lui Alabaster și folosește puterea tuturor obeliscurilor din întreaga lume pentru a forma Poarta Obeliscului. Ea folosește imensa putere a Porții pentru a transforma instantaneu în piatră fiecare locuitor din Rennanis.
Castrima este salvată, dar mecanismele geodei au fost afectate iremediabil de asalt, iar așezarea se confruntă cu înfometarea și sufocarea, dacă rămân. Ei încep pregătirile pentru a intra în cel de-al cincilea anotimp prin a găsi o nouă casă.

## Primire
Poarta Obeliscului a fost foarte așteptat la debutul său,  iar recenziile au fost extrem de pozitive. 

### Premii
Romanul Poarta Obeliscului a câștigat premiul Hugo pentru cel mai bun roman în 2017. A fost cel de-al doilea premiu pentru seria  Broken Earth (după Al cincilea anotimp din 2016), făcând-o pe Jemisin să fie primul autor în ultimele peste două decenii care a câștigat cel mai bun roman Hugo în doi ani consecutivi.  Mai mult decât atât, mai multe premii Hugo din 2017 au fost câștigate de femei, care a inclus cel mai bun roman, nuvelă, nuveletă, și povestire scurtă.
În afara premiilor Hugo, Poarta Obeliscului a fost nominalizat la Nebula pentru cel mai bun roman, dar a pierdut în fața All the Birds in the Sky de Charlie Jane Anders .   A câștigat premiul RT Book Review '2016 pentru cel mai bun roman de fantezie înaltă. În 2017 a fost nominalizat la Premiul World Fantasy pentru cel mai bun roman, dar a pierdut în fața The Sudden Appearance of Hope de Catherine Webb.

## Legături externe
- en  Istoria publicării lucrării Poarta obeliscului la Internet Speculative Fiction Database

## Vezi și
- 2016 în științifico-fantastic